# Sinacidia esakii
Sinacidia esakii är en tvåvingeart som först beskrevs av Ito 1960.  Sinacidia esakii ingår i släktet Sinacidia och familjen borrflugor. Inga underarter finns listade i Catalogue of Life.